# Pepping-Äpfel
Pepping oder auf Englisch Pippin ist der Sammelname verschiedener englischer Apfelsorten. Es sind zumeist Winteräpfel, und sie gehören vorwiegend zu den Renetten oder den Calvillen. Pepping-Äpfel waren besonders im 19. Jahrhundert beliebt, als die Langzeit-Lagerung von Obst noch komplizierter war als heute.
Die bis heute bekanntesten Pepping-Sorten sind
- Allington Pepping,
- King of the Pippins
- London Pepping,
- Newton Pepping,
- Parkers Pepping,
- Ribston Pepping,
- Russet Pepping und
- Sturmers Pepping.